# Petit à petit (film)
Pour les articles homonymes, voir Petit à petit.
Pour plus de détails, voir Fiche technique et Distribution.
Petit à petit est un film français de Jean Rouch sorti en 1971.

## Synopsis
Damouré, qui dirige à Ayorou (Niger) avec Lam et Illo la société d'import-export Petit à petit décide de construire un « grand Building » dans son village. Il part à Paris pour voir « comment on peut vivre dans des maisons à étages ». Dans la capitale, il découvre les curieuses façons de vivre et de penser des Parisiens qu'il décrit dans des « Lettres persanes » envoyées régulièrement à ses compagnons, jusqu'à ce que ceux-ci, le croyant devenu fou, envoient Lam le rejoindre pour se rendre compte sur place...

## Fiche technique
- Titre original : Petit à petit
- Réalisateur : Jean Rouch, assistant : Philippe Luzuy
- Scénario : Jean Rouch et les acteurs
- Images : Jean Rouch
- Montage : Josée Matarasso et Dominique Villain
- Son : Moussa Amidou
- Production : Pierre Braunberger (Les Films de la pléiade, Paris)
- Musique : Enos Amelon (Petit à petit), Alan Helly (Jerk and slow), Amicale de Niamey (Niger si sera)
- Tourné à : Paris, Niger, Côte d'Ivoire, Italie, Canada, Suisse, Canada, USA
- Format : couleur (Eastmancolor) - 1,37:1
- Durée : 96 minutes
- Sortie : le 10 septembre 1971, à Paris, au cinéma Panthéon

## Distribution
- Damouré Zika : Damouré
- Lam Ibrahima Dia : Lam
- Illo Gaoudel : Illo
- Ariane Bruneton : Ariane
- Safi Faye : Safi, cover-girl sénégalaise
- Philippe Luzuy : Le clochard
- Moustapha Alassane : Moustapha
- Idrissa Maiga : Idrissa
- Marie : Marie, la dactylo
- Alborah Maiga : Alborah
- Charles Chaboud : M. Cabou
- L'équipe de S.E.U.R.A. : Les architectes
- Michel Delahaye : Michel
- Sylvie Pierre : La fille qui montre ses dents
- Patricia Finaly
- Zomo et ses frères

## Autour du film
- Ce film peut-être vu comme la suite de Jaguar (1954), où Petit à petit était le nom du stand que Damouré et ses amis tenaient sur un marché. Le troisième volet devait s'intituler Grand à grand.

- Le film a été monté initialement en une version de 4 heures, mais cette durée fut jugée trop longue pour pouvoir être exploitée en salle. La durée fut ramenée à 2 heures puis 1h36.[réf. souhaitée]